# Сердце холмов (фильм)
«Сердце холмов» (англ. The Heart o’the Hills) — американская мелодрама режиссёра Сидни Франклина 1919 года с участием Мэри Пикфорд.

## Сюжет
Семейную напряженность в горах Кентукки разжигает нечестная схема по добыче угля.

## В ролях
- Мэри Пикфорд — Мэвис Хоун
- Гарольд Гудвин — молодой Джейсон Гонейсатт
- Аллан Сирс — Джейсон Гонейсатт
- Фред Хантли — Джейсон Хоун
- Клэр Макдауэлл — Марта Хоун
- Сэм де Грасс — Стив Гонейсатт
- В. Х. Бейнбридж — полковник Пендлтон
- Джон Гилберт — Грей Пендлтон
- Бетти Баутон — Марджори Ли
- Генри Хеберт — Мортон Сандерс
- Фред Уоррен — Джон Барнгем